# Adrião Bernardes
Adrião Bernardes (Baixa Grande, 1 de março de 1891 – São Paulo, 19 de novembro de 1969) foi um político brasileiro.
Filho de José Silvério Bernardes e de Francisca Madalena Bernardes. Casou com Alda Gueiros Bernardes. Bacharel em direito pela Universidade Baylor em Waco, Texas, Estados Unidos, em 1917.
Foi eleito deputado federal por São Paulo nas eleições de 1962, na legenda do Partido Social Trabalhista (PST), assumindo o mandato em fevereiro de 1963. Com a extinção dos partidos políticos pelo Ato Institucional Número Dois e a posterior instauração do bipartidarismo, filiou-se à Aliança Renovadora Nacional (ARENA). No pleito de novembro de 1966 tentou a reeleição, obtendo apenas uma suplência. Deixou a Câmara em janeiro de 1967, ao final da legislatura.
Foi um dos primeiros parlamentares protestantes no Brasil. Era pastor da Igreja Batista e foi eleito com poucos votos, mas em cada município de São Paulo houve ao menos um voto. Tendo sido pastor-itinerante no interior do estado, ficara conhecido em diversas localidades.
Sua conversão, em 1909, é mencionada no livro "A Wandering Jew in Brazil: The Autobiography of Solomon Ginsburg" , publicado pela Sagwan Press em agosto de 2015 e na versão Kindle, da Amazon, de dezembro de 2011. Nesse livro, o autor - Solomon Ginsburg - afirma ter conhecido "Adrian Onesimo Bernardo" a quem apresentou o evangelho. Mais tarde, por indicação do próprio Ginsburg, Adrião passaria a estudar no Seminário Batista de Pernambuco e, de lá, foi enviado pelos missionários aos Estados Unidos, onde se graduou em Baylor.
Adrião Bernardes nasceu "Adrião Onésimo São Bernardo" e, mais tarde, teve seu nome mudado para "Adrião Onésimo Bernardes".  
Com sua única esposa, Alda Gueiros Bernardes, filha do pastor presbiteriano Jerônimo de Carvalho Silva Gueiros, teve seis filhos: Helena, Haroldo, Hyêda, Hugo  , Harleine e Henide.